# Leptanilla israelis
Leptanilla israelis (лат.) — вид мелких муравьёв рода Leptanilla из подсемейства Leptanillinae (Formicidae). Эндемик Израиля.

## Распространение
Ближний Восток: Израиль (Bet Shean, Shluchot, En Gedi).

## Описание
Мелкого размера муравьи, самцы с 13-члениковыми усиками (длина тела самца около 1,2 мм). Голова длиннее своей ширины в 1,2 раза. Глаза расположены у основания усиков. Скапус в 3 раза длиннее своей ширины. Усиковые валики и усиковая булава отсутствуют, место прикрепления антенн открытое и расположено около переднего края головы. Скапус усиков короткий (короче головы). Метанотальная бороздка отсутствует.  Близок к видам Leptanilla  bifurcata, L. tanit и L. tenuis, отличаясь строением гениталий. Женская каста (самки и рабочие) не обнаружена. Вид был описан по касте крылатых самцов из Израиля в 1987 году энтомологом Йеошуа Куглером (Jehosua Kugler; 1916—2007), профессором Tel Aviv University.